# Um (digramme)
Cette page contient des caractères spéciaux ou non latins. S’ils s’affichent mal (▯, ?, etc.), consultez la page d’aide Unicode.
Pour les articles homonymes, voir UM.
Um (minuscule um) est un digramme de l'alphabet latin composé d'un U et d'un M.

## Linguistique
- En français, le digramme « um » correspond généralement à [œ̃] devant m, b ou p. Devant n'importe quelle autre consonne ou en fin de mot, c'est le digramme « un » qui représente cette voyelle.

## Représentation informatique
Comme la majorité des digrammes, il n'existe aucun encodage de Um sous un seul signe, il est toujours réalisé en accolant un U et un M.